# Guatteria lawrancei
Guatteria lawrancei är en kirimojaväxtart som beskrevs av Robert Elias Fries. Guatteria lawrancei ingår i släktet Guatteria och familjen kirimojaväxter. Inga underarter finns listade i Catalogue of Life.